# Gintaras Jonas Furmanavičius
Gintaras Jonas Furmanavičius (* 5. Juli 1961 in Kaunas) ist ein litauischer Manager und Politiker von Kaunas.

## Leben
Nach dem Abitur an der Mittelschule absolvierte er 1984 das Diplomstudium des Zivilbauingenieurwesens am Kauno politechnikos institutas und 1997 das MBA-Masterstudium an der Vytauto Didžiojo universitetas. Von 1984 bis 1991 war er Ingenieur bei „Kauno komprojektas“, von 1991 bis 1992 Kommerzdirektor bei UAB „Tricon“, von 1992 bis 1996 Generaldirektor bei AB „Žemprojektas“.
Von 2004 bis 2006 war er Innenminister Litauens im Kabinett Brazauskas II (13. Regierung). Seit 2007 ist er Mitglied im Stadtrat Kaunas.
Seit 2004 ist er Mitglied von Darbo partija.